# Trirhabda pilosa
Trirhabda pilosa är en skalbaggsart som beskrevs av Blake 1931. Trirhabda pilosa ingår i släktet Trirhabda och familjen bladbaggar.

## Underarter
Arten delas in i följande underarter:
- T. p. pilosa
- T. p. vittata